# Vikter Duplaix
Vikter Duplaix  (Philadelphia, 14 oktober 1969) is Amerikaanse zanger, multi-instrumentalist en producer. In de late jaren negentig komt hij als artiest uit de studiowereld van Philadelphia bovendrijven. Halverwege de jaren 00 heeft hij zijn bloeiperiode tijdens de hoogtijdagen van de Nu jazz met twee album en een mixcompilatie voor Studio !K7.

## Biografie
Duplaix wordt geboren in Philadelphia maar groeit ook deels op in Augusta in Georgia. Als kind komt hij met muziek in aanraking doordat hij zingt in kerkkoren. In de jaren negentig gaat hij aan het werk als muzikant en achtergrondzanger bij een studio in Philadelphia. Hij werkt daar samen met onder andere Erykah Badu, Eric Benét en DJ Jazzy Jeff. Hij is ook te gast op de single Swell (1998) van stadsgenoot King Britt voor diens Scuba-project. In 1999 produceert hij zijn eerste eigen single. Als Critical Point maakt hij het nummer Messages. Meer bekendheid krijgt hij als hij verschijnt op de albums Re-Members Only (2001) van King Britt en op In Between (2002) van het Duitse Jazzanova. Voor die laatste zingt zijn Soon, dat de meest prominente single van het album is. Hierdoor krijgt hij de kans het album International Affairs (2002) op te nemen dat deels door Marc Mac van 4hero wordt geproduceerd. Hij produceert dat jaar zelf twee tracks voor het album Denials Delusions And Decisions van Jaguar Wright. Nog meer bekendheid krijg hij wanneer hij een aflevering kan mixen van DJ Kicks van de Studio !K7-serie. Twee jaar later verschijnt de verzamelaar Singles (Prelude To The Future). In deze periode zingt hij ook gastbijdrages voor Roni Size, Nitin Sawhney en Louie Vega. In 2006 komt hij nog met het album Bold And Beautiful, waarop een samenwerking met Ron Trent staat. Daarna verdwijnt Duplaix weer in de anonimiteit.

## Discografie
Albums
- International Affairs (2002)
- Dj Kicks (mixcompilatie) (2002)
- Singles (Prelude To The Future) (compilatie) (2004)
- Bold And Beautiful